# Gates (New York)
Pour les articles homonymes, voir Gates.
Gates est une ville du comté de Monroe, dans l'État de New York, aux États-Unis,. En 2010, elle comptait une population de 28 400 habitants.

## Démographie
Lors du recensement de 2010, la ville comptait une population de 28 400 habitants. Elle est estimée, en 2020, à 28 251 habitants.